# Halterofilismo nos Jogos Olímpicos de Verão de 2004 - Até 69 kg feminino
A competição da categoria até 69 kg feminino do halterofilismo nos Jogos Olímpicos de Verão de 2004 realizou-se no dia 19 de agosto em Atenas. Um total de 11 atletas participaram.

## Medalhistas
| Ouro   | CHN Liu Chunhong     |
| Prata  | HUN Eszter Krutzler  |
| Bronze | RUS Zarema Kassaieva |

## Resultados
| Pos. | Nome                    | Arranco (kg) | Arremesso (kg) | Total (kg) |
| ---- | ----------------------- | ------------ | -------------- | ---------- |
| 1    | CHN Liu Chunhong        | 122,5        | 152,5          | 275,0      |
| 2    | HUN Eszter Krutzler     | 117,5        | 145,0          | 262,5      |
| 3    | RUS Zarema Kassaieva    | 117,5        | 145,0          | 262,5      |
| 4    | BUL Slaveika Rujinska   | 115,0        | 135,0          | 250,0      |
| 5    | UKR Vanda Maslovska     | 110,0        | 135,0          | 245,0      |
| 6    | BUL Milena Trendafilova | 105,0        | 132,5          | 237,5      |
| 7    | CMR Madeleine Yamechi   | 105,0        | 130,0          | 235,0      |
| 8    | COL Ubaldina Valoyes    | 105,0        | 127,5          | 232,5      |
| 9    | UGA Irene Ajambo        | 60,0         | 90,0           | 150,0      |
| —    | TPE Kang Mi-Suk         | —            | —              | DNF        |
| —    | TUR Sibel Şimşek        | —            | —              | DNF        |